# Mýrdalsjökull
Mýrdalsjökull (česky Ledovec v bažinatém údolí) je ledovec ležící na jihu Islandu.
Nachází se severně od vesnice Vík í Mýrdal, východně od menšího ledovce Eyjafjallajökull a jihozápadně od národního parku Skaftafell.
Mezi Mýrdalsjökullem a Eyjafjallajökullem se nachází průsmyk Fimmvörðuháls, severněji (mezi Mýrdalsjökullem a Tindfjallajökullem) pak údolí Þórsmörk.
Průsmyk Fimmvörðuháls je od Þórsmörku oddělen dalším údolím jménem Goðaland.
Mýrdalsjökull pokrývá 596 km² (čtvrtý největší islandský ledovec), jeho výška dosahuje 1493 m n. m.
Pod ledem se nachází aktivní sopka Katla, jejíž kráter má průměr kolem 10 km a hloubku 500–700 metrů. Od roku 930 bylo zaznamenáno celkem 16 erupcí.
Zatím poslední z nich, z roku 1918, spustila obří bahnotok (islandsky jökulhlaup). Ten dosáhl průtoku 200 000 m³/s a
vzniklé sedimenty posunuly pobřeží o 5 kilometrů.
Protože sopka vybuchuje pravidelně každých 40–80 let, je dnes pod nepřetržitým dohledem odborníků.
Spolu se sopkami Laki a Eldgjá, které patří do stejného vulkanického systému, může být tato oblast považována za jednu z nejsilnějších sopečných oblastí na světě.
Než byla postavena Hringvegur, lidé se báli cestovat po pláních pod ledovcem. Museli překonávat dravé řeky a navíc se obávali častých bahnotoků.

## Galerie

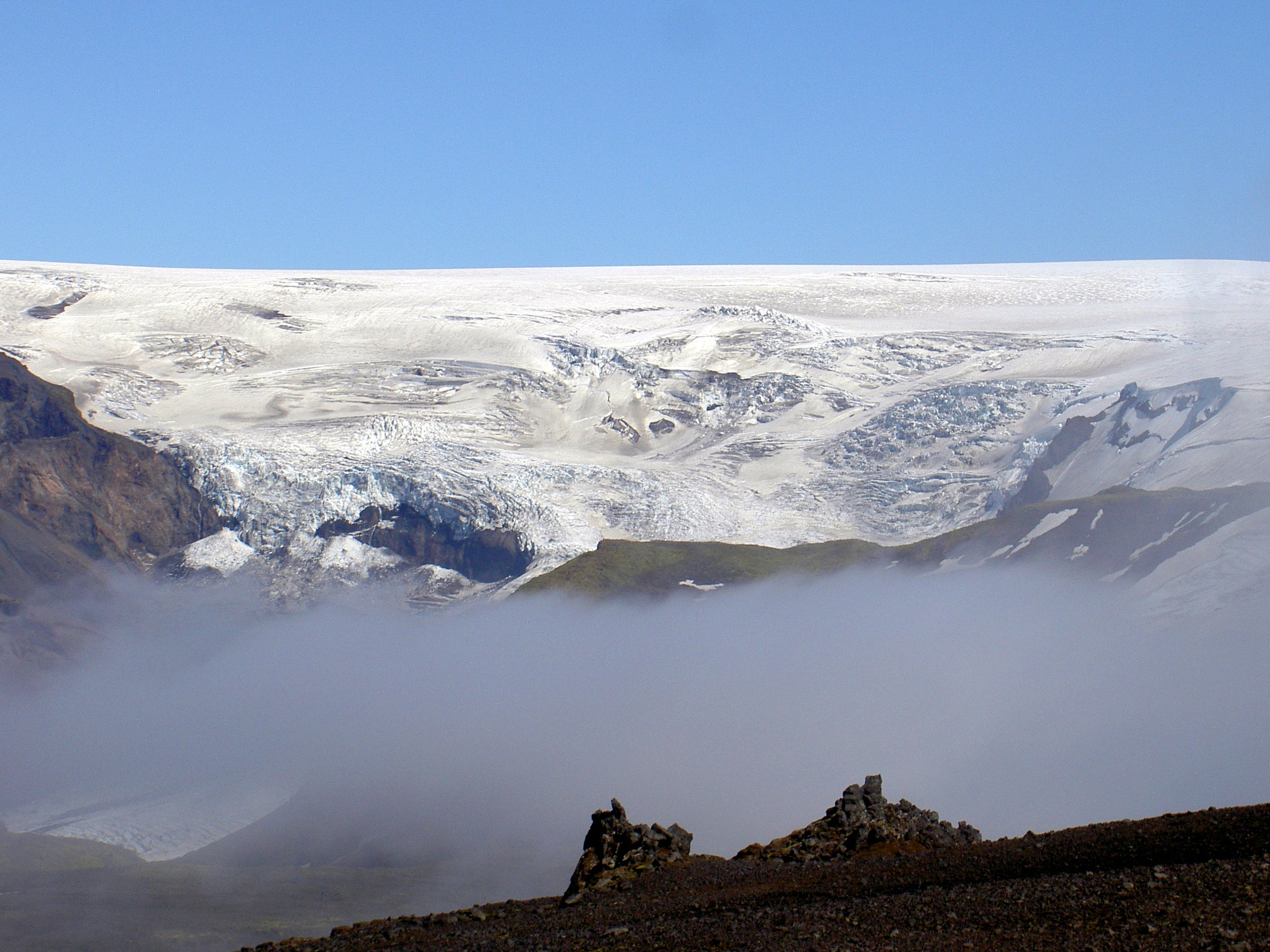
Mýrdalsjökull
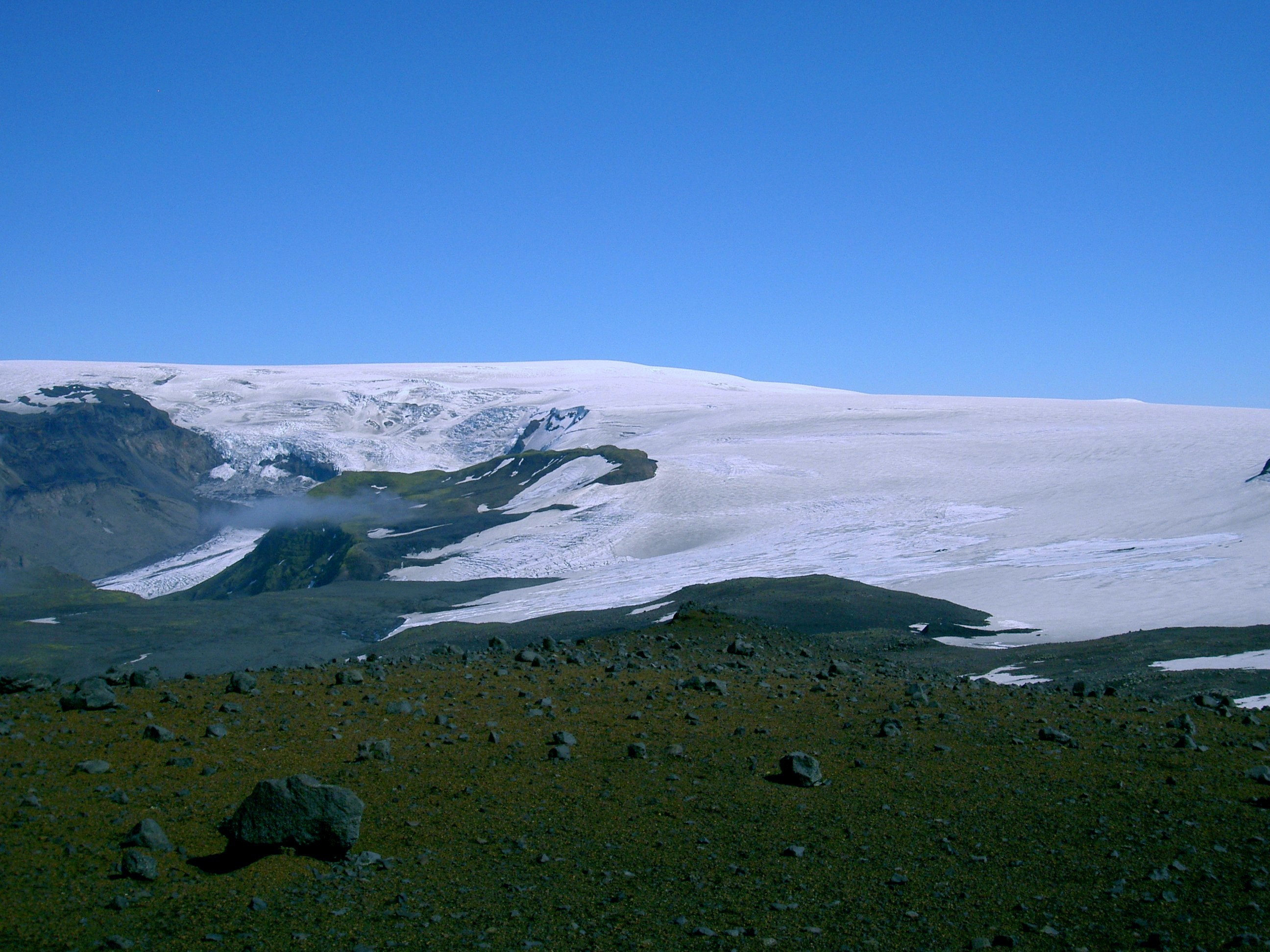
Mýrdalsjökull
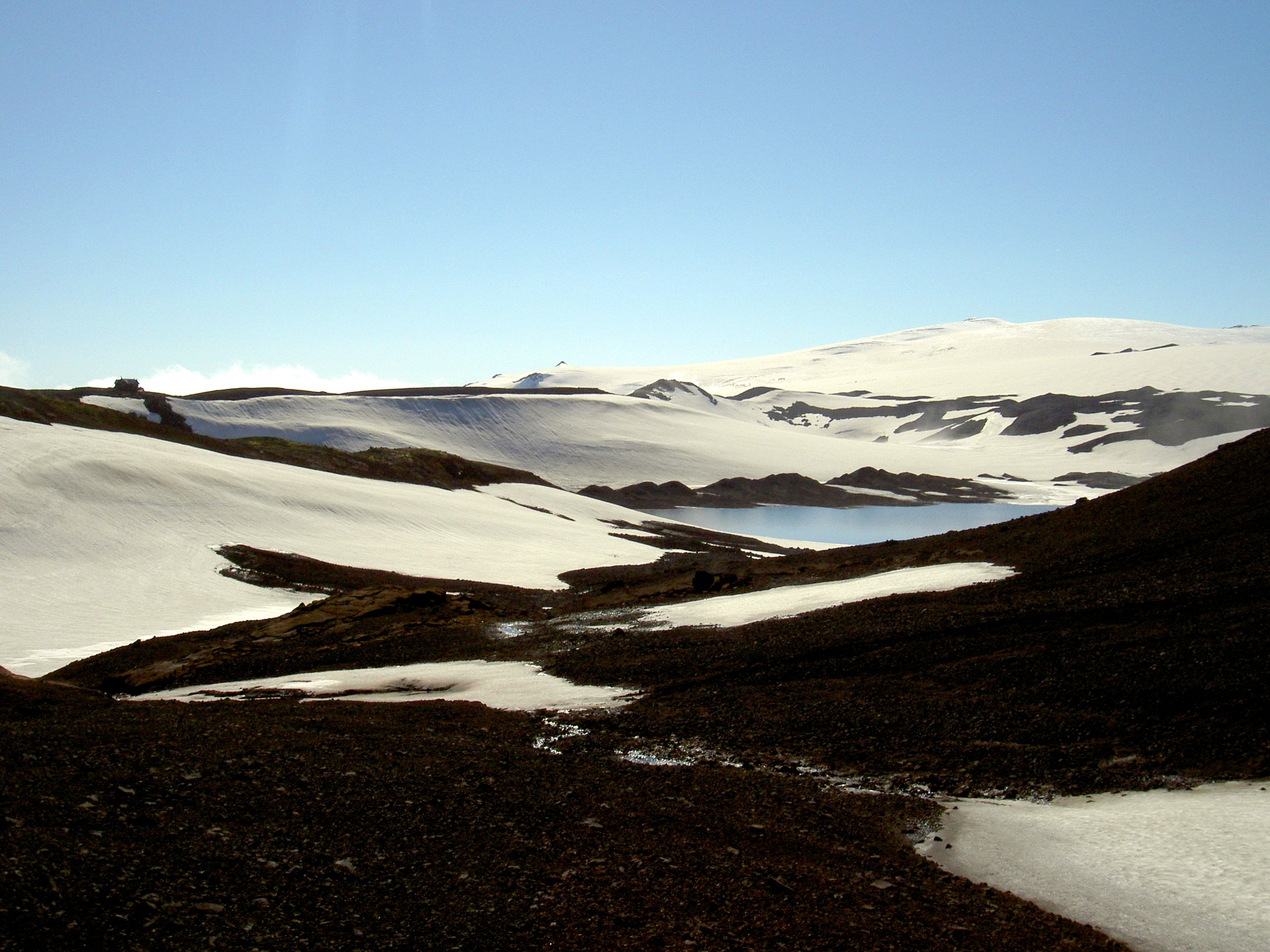
Mýrdalsjökull